# Hanlin (köpinghuvudort i Kina, Hainan Sheng, lat 19,33, long 110,26)
Hanlin (kinesiska: 翰林) är en köpinghuvudort i Kina. Den ligger i provinsen Hainan, i den södra delen av landet, omkring 79 kilometer söder om provinshuvudstaden Haikou. Antalet invånare är 14 692. Befolkningen består av 6 993 kvinnor och 7 699 män. Barn under 15 år utgör 23,0 %, vuxna 15-64 år 67 %, och äldre över 65 år 8,0 %.
Runt Hanlin är det tätbefolkat, med 276 invånare per kvadratkilometer. Närmaste större samhälle är Tuncheng, 17,1 km väster om Hanlin. I omgivningarna runt Hanlin växer i huvudsak städsegrön lövskog.
Genomsnittlig årsnederbörd är 2 294 millimeter. Den regnigaste månaden är september, med i genomsnitt 368 mm nederbörd, och den torraste är januari, med 20 mm nederbörd.